# Șevcenkove, Malîn
Șevcenkove (în ucraineană Шевченкове) este localitatea de reședință a comunei Șevcenkove din raionul Malîn, regiunea Jîtomîr, Ucraina.

## Demografie
Componența lingvistică a localității Șevcenkove
     Ucraineană (98,62%)
     Alte limbi (1,38%)
Conform recensământului din 2001, majoritatea populației localității Șevcenkove era vorbitoare de ucraineană (98,62%), existând în minoritate și vorbitori de alte limbi.